# ناحیه جونگ
ناحیه جونگ (کره‌ای: 중구; هانجا: 中區; لاتین‌نویسی اصلاح‌شده: Junggu; lit. Central District) یکی از ۲۵ نواحی شهر سئول پایتخت کره جنوبی است. ناحیه جونگ ۱۳۱٬۴۵۲ نفر (۲۰۱۳) جمعیت دارد و مساحت جغرافیایی آن ۹٫۹۶ کیلومتر مربع (۳٫۸۵ مایل مربع) است که آن را به کم جمعیت‌ترین و کوچک‌ترین ناحیه در سئول تبدیل می‌کند. این ناحیه به ۱۵ محله (محله‌های اداری) تقسیم شده‌است.

## هیئت‌های دیپلماتیک
ناحیه جونگ که در مرکز شهر سئول قرار گرفته‌است، میزبان تعداد زیادی از سفارت خانه‌های خارجی است.
- بولیوی
- کامبوج
- کانادا
- شیلی
- چین
- کاستاریکا
- کرواسی
- دانمارک
- جمهوری دومینیکن
- السالوادور
- استونی
- فرانسه
- آلمان
- یونان
- گواتمالا
- گینه
- ساحل عاج
- لیتوانی
- هلند
- نیوزیلند
- نیکاراگوئه
- نروژ
- پاراگوئه
- پرو
- روسیه
- سنگال
- صربستان
- سنگاپور
- سری‌لانکا
- سوئد
- ترکیه
- بریتانیا
- اروگوئه